# Nawa Nagatoshi
Nawa Nagatoshi est un nom japonais traditionnel ; le nom de famille (ou le nom d'école), Nawa, précède donc le prénom (ou le nom d'artiste).
Nawa Nagatoshi (名和長年), ? - décédé le 7 août 1336, est une personnalité militaire japonaise de l'époque de Kamakura, défenseur de la Cour du Sud durant les guerres de l'époque Nanboku-chō.
À l'origine chef d'une petite communauté de pêcheurs de sardines de la province de Hôji, il gagne en importance durant la guerre de Genkō, où sa flotte assure le ravitaillement des forces pro-impériales. Devenu protégé de l'empereur Go Daigo, il reçoit plusieurs titres.
Il est vénéré au sanctuaire Nawa à Daisen dans la préfecture de Tottori.

## Source
- (en) Cet article est partiellement ou en totalité issu de l’article de Wikipédia en anglais intitulé « Nawa Nagatoshi » (voir la liste des auteurs).